# ميلاني ويلسون (ممثلة)
ميلاني ويلسون (بالإنجليزية: Melanie Wilson)‏ هي ممثلة أمريكية، ولدت في 14 أكتوبر 1961 في لوس أنجلوس في الولايات المتحدة.

## وصلات خارجية
- ميلاني ويلسون (ممثلة) على موقع IMDb (الإنجليزية)
- ميلاني ويلسون (ممثلة) على موقع قاعدة بيانات الفيلم (الإنجليزية)